# Estarreja
Estarreja és un municipi portuguès, situat al districte d'Aveiro, a la regió del Centre i a la subregió de Baixo Vouga. L'any 2004 tenia 28.332 habitants. Es divideix en 7 freguesias. Limita al nord amb Ovar, a l'est amb Oliveira de Azeméis, a l'est i sud amb Albergaria-a-Velha i a l'oest amb Murtosa.
| Població del concelho d'Estarreja (1801 – 2004) | Població del concelho d'Estarreja (1801 – 2004) | Població del concelho d'Estarreja (1801 – 2004) | Població del concelho d'Estarreja (1801 – 2004) | Població del concelho d'Estarreja (1801 – 2004) | Població del concelho d'Estarreja (1801 – 2004) | Població del concelho d'Estarreja (1801 – 2004) | Població del concelho d'Estarreja (1801 – 2004) | Població del concelho d'Estarreja (1801 – 2004) |
| ----------------------------------------------- | ----------------------------------------------- | ----------------------------------------------- | ----------------------------------------------- | ----------------------------------------------- | ----------------------------------------------- | ----------------------------------------------- | ----------------------------------------------- | ----------------------------------------------- |
| 1801                                            | 1849                                            | 1900                                            | 1930                                            | 1960                                            | 1981                                            | 1991                                            | 2001                                            | 2004                                            |
| 17075                                           | 26147                                           | 34041                                           | 23397                                           | 25213                                           | 26261                                           | 26742                                           | 28182                                           | 28279                                           |

## Freguesies
- Avanca
- Beduído
- Canelas
- Fermelã
- Pardilhó
- Salreu
- Veiros